# Океанариум
Океана́риум — научно-просветительное учреждение, как правило некоммерческое, музей живой морской природы.
Термин «океанариум» происходит из др.-греч. Ὠκεανός с латинским -arium (по аналогии с aquarium). 
Его значение может включать два типа океанографических учреждений разной конструкции:
- парки морских млекопитающих (англ. Marine mammal park)
- публичные морские аквариумы (англ. public aquarium)

Как правило, в океанариумах имеется несколько бассейнов различного объёма. В небольших океанариумах содержат мелких рыб и беспозвоночных, а для наблюдения за их обитателями одну из боковых стенок делают прозрачной. В крупные океанариумы помещают больших рыб, черепах, ластоногих, сирен, китообразных.
Существуют океанариумы, в которых устраивают представления с участием дрессированных дельфинов и ластоногих. В некоторых океанариумах ведутся научные исследования.
Ради коммерческой выгоды океанариумы иногда размещают в составе крупного торгово-развлекательного комплекса.

## Распространение
Большинство океанариумов расположено в прибрежных районах.
По регионам и странам публичные аквариумы и сходные с ними объекты распределяются следующим образом:
Европа:

По количеству и размеру публичных аквариумов в Европе, ведущие места занимают: Франция и Великобритания. На третьем месте находится Германия. Следом за Германией идут Италия и Испания. Далее идут: Дания, Голландия и Швейцария.
Северная Америка:
 США
Центральная и Южная Америка:

В Латинской Америке лидирует Мексика, Куба и Колумбия.
Азия:

Две трети азиатских аквариумов расположены в Японии. На втором месте Китай.
В столице Казахстана расположен океанариум, единственный в мире удалённый более чем на три тысячи километров от океана.
Россия:
Океанариумы, признанные ЕАРАЗА:
- Океанариум «Планета-Нептун» — Санкт-Петербург (2006)
- Сочинский аквариум (2005)
- Воронежский океанариум (2011).
- Центр океанографии и морской биологии «Москвариум» (2015)
- Приморский океанариум — Владивосток (2016)
- Владивостокский океанариум — Владивосток (1991).
- Океанариум "Дельфин " - Екатеринбург(2018)

Африка:

В Африке лидирует ЮАР.
Австралия и Океания:

На первом месте Австралия, следом идет Новая Зеландия.

## Крупнейшие представители
Океанариум «Дубай Молл» — самый большой в мире крытый океанариум, внесён в книгу рекордов Гиннеса.
5 августа 2015 года открылся Крупнейший в Европе Центр океанографии и морской биологии «Москвариум», расположенный на ВДНХ, г. Москва.